# Северо-Западная зона (Камбоджа)
Северо-Западная зона (англ. Northwest Zone) — административно-территориальная единица Камбоджи (Демократической Кампучии), существовавшая в 1970—1979 гг. Располагалась на территории провинций Бантеаймеантьей, Баттамбанг и Поусат. Главой зоны в 1975—1978 гг. был Рос Нхим.
После свержения режима Красных кхмеров и провозглашения Народной республики Кампучия в 1979 году зоны были отменены и восстановлено прежнее деление страны на провинции.